# Rhaphuma nigripes
Rhaphuma nigripes es una especie de insecto coleóptero de la familia Cerambycidae. La especie es endémica de la isla de Timor.
Mide unos 11 mm.